# Cohorte MARIANNE
La cohorte MARIANNE (Mother And Research Infrastructure for Autism and Neurodevelopmental Disorders) est un programme national français de recherche scientifique consacré à l'étude des déterminants biologiques, environnementaux et sociaux des troubles du neurodéveloppement (TND), notamment du trouble du spectre de l'autisme (TSA). Il s'agit de la première cohorte épidémiologique de cette envergure en Europe dédiée à cette thématique,. Le Centre hospitalier universitaire de Montpellier est le promoteur de ce projet,.

## Historique et Pilotage
Le projet est coordonné par le Centre d’excellence sur l’Autisme et les troubles du Neuro-Développement (CeAND) au sein du Centre hospitalier universitaire de Montpellier, en partenariat avec des équipes de recherche de l'Institut national de la santé et de la recherche médicale (INSERM), du Centre national de la recherche scientifique (CNRS) et de nombreux centres hospitaliers universitaires (CHU), centres d'action médicosociaux précoces (CAMSP) et maternités répartis sur le territoire français.

## Objectifs et méthodologie
L’objectif principal de la cohorte MARIANNE est d’identifier les déterminants des troubles du neurodéveloppement (TND), dès la période prénatale, en intégrant des approches multidimensionnelles telles que l’épigénétique et l’exposome.
Les familles incluses dans l’étude sont suivies dans le cadre d’un protocole longitudinal qui comprend des questionnaires (habitudes de vie, consommation, expositions environnementales...), des examens cliniques et la collecte de données biologiques. L’évolution des enfants est observée de la naissance jusqu’à l’âge de six ans, afin de permettre le repérage précoce des troubles neurodéveloppementaux, l’analyse des trajectoires développementales, la documentation des parcours de soins et des modalités de prise en charge.

## Cadre scientifique
Le projet s’inscrit dans le cadre du concept des 1000 premiers jours, reconnu comme une période déterminante du développement de l’enfant. MARIANNE repose sur une approche pluridisciplinaire et collaborative, articulant sciences biomédicales, sciences humaines et sociales (SHS) et recherche participative.

## Financement
MARIANNE est financée par l'Agence nationale de la recherche (ANR) dans le cadre du plan innovation d'investissement avenir France 2030. Elle s'inscrit dans la stratégie nationale pour les TND (2018–2022 puis 2023–2027), sous l’égide de la Délégation interministérielle autisme et TND, dirigée successivement par Claire Compagnon puis le Dr Étienne Pot,.

## Organisation de la recherche
Lancée en juin 2022 pour une durée initiale de dix ans, le programme MARIANNE a débuté l’inclusion des participants en mars 2023, dans le cadre d’une phase pilote de 18 mois conduite dans dix départements. Depuis janvier 2025, le recrutement s’est élargi à l’ensemble du territoire français,. Le projet prévoit l’inclusion de 2 000 familles, composées du père, de la mère enceinte, et du futur enfant. Deux groupes sont distingués :
- Des familles ayant un enfant autiste, avec une probabilité élevée de troubles neurodéveloppementaux chez leurs enfants,
- Des familles issues de la population générale, sans antécédents de troubles neurodéveloppementaux chez leurs enfants.

- Trajectoires développementales,
- Exposome précoce,
- Génétique et épigénétique,
- Données de santé et parcours de soins,
- Sciences humaines et sociales et recherche participative.

Cette cohorte constitue une infrastructure de recherche structurée en base de données multidimensionnelle (cliniques, biologiques, environnementales, sciences humaines et sociales). L’ensemble vise à favoriser la recherche translationnelle et l’amélioration des pratiques dans le champ du neurodéveloppement.[réf. nécessaire]

## Critiques
Josef Schovanec souligne que cette cohorte a une « vague odeur nauséabonde » quant à ses objectifs, officiellement présentés comme devant « ouvrir la voie à la prévention », le handicap étant décrit comme un « risque » dans la communication officielle ; il s'inquiète de ce que ressentiront les enfants participants à cette cohorte, exposés à entendre que leur propre venue au monde constituerait un « risque ».